# Championnat d'Angleterre féminin de rugby à XV 2025-2026
Ne doit pas être confondu avec Championnat d'Angleterre de rugby à XV 2025-2026.
Navigation
PWR 2024-2025 PWR 2026-2027
Le Championnat d'Angleterre féminin de rugby à XV 2025-2026 (en anglais : Premiership Women's Rugby, parfois abrégé PWR) est la huitième édition du championnat d'Angleterre.

## Format et diffusion
La compétition débute le 24 octobre 2025 et se termine le 28 juin 2026 par une finale. La phase régulière voit s'affronter toutes les équipes en matchs aller et retour (16 journées). À la fin de cette phase, les quatre premières équipes sont qualifiées pour les demi-finales. Il n'y a pas de relégation.
Le championnat se jouant après la Coupe du monde, les organisateurs ont repoussé la première journée de trois semaines afin de permettre la récupération physique et la réintégration des joueuses internationales au sein de leur club. Espérant profiter de l'engouement pour le mondial, la directrice de la PWR Genevieve Shore explique que la priorité de cette édition est de voir un accroissement significatif des affluences dans les stades.
Le contrat de diffusion avec la BBC est prolongé. Entre télévision et plateformes numériques, toutes les rencontres du championnat sont diffusées en clair.

## Équipes participantes
| Clubs                   | Ville                | Stade                                |
| ----------------------- | -------------------- | ------------------------------------ |
| Bristol Bears           | Bristol              | Shaftesbury Park                     |
| Ealing Trailfinders     | West Ealing, Londres | Trailfinders Sports Ground           |
| Exeter Chiefs           | Exeter               | Sandy Park                           |
| Gloucester-Hartpury RFC | Gloucester Hartpury  | Kingsholm Stadium The Hartpury Arena |
| Harlequins              | Twickenham, Londres  | Twickenham Stoop                     |
| Leicester Tigers        | Leicester            | Welford Road Stadium                 |
| Loughborough Lightning  | Northampton          | Franklin's Gardens                   |
| Sale Sharks             | Sale, Manchester     | Heywood Road                         |
| Saracens                | Hendon, Londres      | StoneX Stadium                       |

## Classement et résultats

### Phase finale
|  | Demi-finales | Demi-finales |  |  | Finale       | Finale       |
|  | Demi-finales | Demi-finales |  |  | Finale       | Finale       |
|  |              |              |  |  |              |              |
|  | 13 juin 2026 | 13 juin 2026 |  |  | 28 juin 2026 | 28 juin 2026 |
|  | 13 juin 2026 | 13 juin 2026 |  |  | 28 juin 2026 | 28 juin 2026 |
|  |              |              |  |  | 28 juin 2026 | 28 juin 2026 |
|  |              |              |  |  | 28 juin 2026 | 28 juin 2026 |
|  |              |              |  |  | 28 juin 2026 | 28 juin 2026 |
|  |              |              |  |  |              |              |
|  | 13 juin 2026 |              |  |  |              |              |
|  |              |              |  |  |              |              |
|  |              |              |  |  |              |              |
|  |              |              |  |  |              |              |
|  |              |              |  |  |              |              |
|  |              |              |  |  |              |              |